# Gisela Hochhaltinger
Gisela Hochhaltinger (fl. XX secolo) è stata una pattinatrice artistica su ghiaccio austriaca.

## Risultati

### Coppie
Con Georg Pamperl
| Internazionali                 | Internazionali | Internazionali | Internazionali |
| Evento                         | 1924           | 1925           | 1926           |
| ------------------------------ | -------------- | -------------- | -------------- |
| Campionati mondiali            |                | 4°             | 4°             |
| Nazionali                      |                |                |                |
| Campionati nazionali austriaci | 2°             |                |                |

Con Otto Preißecker
| Internazionali       | Internazionali | Internazionali |
| Evento               | 1929           | 1930           |
| -------------------- | -------------- | -------------- |
| Campionati mondiali  | 4°             |                |
| Campionati europei   |                | 3°             |
| Nazionali            |                |                |
| Campionati austriaci | 2°             | 2°             |